# Burlington (Illinois)
Burlington és una població dels Estats Units a l'estat d'Illinois. Segons el cens del 2000 tenia 452 habitants.

## Demografia
Segons el cens del 2000, Burlington tenia 452 habitants, 171 habitatges, i 127 famílies. La densitat de població era de 498,6 habitants/km².
Dels 171 habitatges en un 39,8% hi vivien nens de menys de 18 anys, en un 58,5% hi vivien parelles casades, en un 8,8% dones solteres, i en un 25,7% no eren unitats familiars. En el 21,1% dels habitatges hi vivien persones soles el 10,5% de les quals corresponia a persones de 65 anys o més que vivien soles. El nombre mitjà de persones vivint en cada habitatge era de 2,64 i el nombre mitjà de persones que vivien en cada família era de 3,07.
Per edats la població es repartia de la següent manera: un 29% tenia menys de 18 anys, un 9,3% entre 18 i 24, un 31,2% entre 25 i 44, un 20,6% de 45 a 60 i un 10% 65 anys o més.
L'edat mediana era de 34 anys. Per cada 100 dones de 18 o més anys hi havia 85,5 homes.
La renda mediana per habitatge era de 53.438 $ i la renda mediana per família de 59.886 $. Els homes tenien una renda mediana de 49.375 $ mentre que les dones 32.031 $. La renda per capita de la població era de 25.349 $. Aproximadament l'1,7% de les famílies i el 5,7% de la població estaven per davall del llindar de pobresa.

## Poblacions més properes
El següent diagrama mostra les poblacions més properes.